# Электронная книга памяти Украины
«Электронная Книга Памяти Украины 1941—1945» (сокращенно Книга памяти Украины или memory-book.ua) — общественный интернет-проект, целью которого является обобщение печатных томов Книги Памяти Украины, выпускаемых поисково-издательским агентством «Книга памяти Украины» в соответствии с Межгосударственной программой мероприятий по увековечению памяти граждан, погибших, защищая Родину, и жертв Великой Отечественной войны 1941—1945 годов от 21.10.1994 г., а также других открытых источников, и обеспечение открытого доступа к содержащейся в них информации.
Данные, собранные в базе, охватывают период 1941—1945 годов, а также, частично, Зимнюю войну 1939-40 гг., включают сведения о 60 тысячах военнопленных, переданные украинской стороне германским объединением «Саксонские мемориалы» в сентябре 2009 г. и постоянно пополняемый раздел «Имена из солдатских медальонов». Здесь размещены данные о бойцах и командирах Красной армии, найденных и идентифицированных поисковыми отрядами на Украине, в России и Белоруссии. В конце ноября закончено пополнение базы уникальными списками партизан из соединения Героя Советского Союза, генерал-майора Михаила Наумова.
На сегодняшний день[когда?] это единственный на Украине действующий некоммерческий проект подобного рода.

## История
Проект «Электронная Книга Памяти Украины 1941—1945» возник как следствие необходимости поисковых отрядов сверяться с печатными томами по поводу имеющейся в них информации о солдатах, найденных и опознанных в ходе полевого поиска. В 2007 году Киевский поисковый отряд «Днепр» получил от поисковиков Краснодарской краевой общественной поисковой организации «Набат» список бойцов и командиров РККА — уроженцев Украины, — найденных в ходе Вахт памяти на Кубани с просьбой в поиске родственников. В ходе работы в очередной раз выяснилось, что самая простая операция — выяснение сведений, уже содержащихся в Книгах памяти, издававших в каждом регионе Украины отдельной редакцией, зачастую не представляется возможным. Отсутствие финансирования со стороны государства привело к тому, что в областных редакциях отключены телефоны, сами редакции практически не функционируют, а печатные тома недоступны для просмотра. Так родилась идея собрать их воедино в виде электронного архива с возможностью текущего редактирования и пополнения. Эту работу значительно облегчило появление проекта Объединенная база данных «Мемориал» Центрального архива Министерства обороны Российской Федерации в г. Подольске Московской области. 22 июня 2008 года, благодаря спонсорской помощи Союза Левых Сил, проект «Электронная Книга Памяти Украины 1941—1945» был полностью оформлен и представлен в рабочем виде на пресс-конференции в информационном агентстве «Интерфакс-Украина». Ядро коллектива, воплощающего проект, составили добровольцы из разных регионов Украины, в том числе руководители и рядовые члены поисковых отрядов «Днепр» (г.Киев), «Бастион» (г. Запорожье), «Память и Слава» (г. Одесса) и др. По состоянию на 29 декабря 2015 г. в базе содержится 889576 фамилии многие из которых отсутствуют в печатных томах Книги Памяти Украины, а также 1349 фотоальбомов и 12165 фотофайлов в них. Всего поисково-издательское агентство «Книга Памяти Украины» выпустило около 400 томов «Книги Памяти Украины», в которой упомянуты более 10 миллионов украинцев, погибших в годы Великой Отечественной войны.

## Структура
Внутренняя структура проекта позволяет ознакомиться с содержанием как с использованием поисковой системы, так и путём доступа к информации по отдельным областям Украины. Кроме того, с любой страницы основной базы данных можно перейти по ссылке в поисковую систему ОБД «Мемориал».

### Основная база данных
Состоит из блоков, содержащих в себе информацию по отдельно взятым областям, а также выделенные в отдельные подразделы данные о людях, принимавших участие в партизанском и подпольном движении на Украине. Подраздел «Другие имена» создан для размещения в нём данных о людях, родившихся либо призванных в тех областях, которые ещё не взяты в обработку. Всего, помимо указанных подразделов, в основной базе 19 областей и областных центров, база данных о военнопленных «Саксонских мемориалов» и база данных «Имена из солдатских медальонов»

### Имена из солдатских медальонов
Ежегодно поисковые отряды на территории бывшего СССР находят останки сотен красноармейцев, официально считающихся пропавшими без вести. При наличии личных опознавательных знаков (жетон военнослужащего), «смертных медальонов» либо подписанных вещей, возможно установить личность погибшего и найти его родственников. Такие данные передаются координаторам проекта непосредственно поисковыми отрядами либо разыскиваются самостоятельно на профильных военно-исторических ресурсах. Кроме того, база пополняется данными из медальонов, найденных вместе с останками бойцов самими участниками проекта в ходе полевых поисковых мероприятий и вахт памяти.

### Партизанское соединение генерал-майора Наумова
В конце ноября 2011 г. закончено пополнение базы данных уникальным списком партизан, воевавших в соединении Героя Советского Союза, генерал-майора Михаила Наумова. Многие из этих людей ранее числились пропавшими без вести. В списке из 3575 фамилий есть бойцы и командиры РККА, вышедшие, как и сам Наумов, из окружения; бывшие легионеры, военнослужащие РОА и полицейские. В частности, около трехсот бывших бойцов Армянского легиона Вермахта, список которых передан посольству Армении. Надеемся, эта информация поможет кому-то разыскать сведения о своих родных и восстановить их судьбу.

### Фотогалерея
Дополнение к основной части. Главной целью фотогалереи определен сбор информации обо всех братских захоронениях на территории Украины, с переводом надписей на плитах в текстовый вариант, сопряженный с основной поисковой системой. Таким образом, можно будет не только найти искомую фамилию, но и посмотреть на фото мемориала, где захоронен солдат, а также уточнить координаты этого захоронения. Кроме того, в галерее размещены прижизненные фото фронтовиков, в том числе тех, кто внесен в основную базу данных, с гиперссылкой из записи в фотоальбомы, также есть альбомы посвященные непростой деятельности поисковых отрядов.

## История солдата
Рассказы о судьбах людей, ушедших на войну. Согласно первоначальной идее, данный раздел должен пополняться посетителями страницы проекта. Сегодня внутри раздела содержится масса историй, посвященных самым разным людям — как присланные родственниками солдат, так и опубликованные на других ресурсах и написанные самостоятельно.

## Пресса о проекте
- Кости наших отцов. «Кіевскій телеграфъ» № 18 (364), 4-10 мая 2007 г.
- В интернете запущена «Электронная книга памяти Украины». Ualife.org, 25.06.2008 г.
- В Украине появится солдатская Книга памяти. Версии.com, 19.06.2008 г.
- Книга Памяти в Интернете. Составлена электронная база данных о бойцах, погибших в ВОВ. «Севастопольская газета» от 04.09.2008 г.
- Из плена забвения. "Мелитопольские ведомости № 20 (272) от 15.05.2009 г. (недоступная ссылка)
- «Считайте Электронную Книгу Памяти нашей маленькой войной». Картина дня, 26.06.2008 г.
- Георгиевская ленточка помогла Электронной Книге Памяти. From-UA, 13.05.2008 г.
- На сайте «Электронная Книга Памяти Украины» можно найти информацию о погибших в ВОВ. «Севастопольская газета» от 23.04.2011 г.
- Солдаты войны. Возвращение из неизвестности. Федеральный Информационно-Аналитический Журнал 'СЕНАТОР'